# Discographie de Johnny Cash
La discographie de Johnny Cash présente les sorties de l'un des artistes de musique les plus prolifiques de tous les temps, le chanteur, guitariste et auteur-compositeur de musique country américain Johnny Cash.
Sa longue carrière, couvrant la période de 1954 à 2003, comprend la sortie de près de 100 albums (hors compilations), sur plusieurs labels.
Au fil des années, Johnny Cash a également collaboré avec de nombreux artistes les plus remarquables de l'industrie musicale et a reçu de nombreux prix et distinctions de différentes organisations.
Avec 90 millions d'albums vendus en près de cinquante ans de carrière, il est considéré comme une figure majeure de la musique américaine du XXe siècle.
Sa discographie officielle comprend, entre autres, 55 albums studio et 9 albums live. Par ailleurs, il existe une centaine de compilations de ses enregistrements.

## Albums studio

### Période Sun (1957-1964)
| Titre                                                             | Détails                                       | Meilleures positions dans les classements | Meilleures positions dans les classements | Meilleures positions dans les classements | Meilleures positions dans les classements | Certifications |
| Titre                                                             | Détails                                       | US Country                                | US                                        | CAN                                       | UK                                        | Certifications |
| ----------------------------------------------------------------- | --------------------------------------------- | ----------------------------------------- | ----------------------------------------- | ----------------------------------------- | ----------------------------------------- | -------------- |
| Johnny Cash with His Hot and Blue Guitar                          | - Date de sortie : 1957 - Label : Sun Records | —                                         | —                                         | —                                         | —                                         |                |
| Johnny Cash Sings the Songs That Made Him Famous (en)             | - Date de sortie : 1958 - Label : Sun Records | —                                         | —                                         | —                                         | —                                         |                |
| Greatest! (en)                                                    | - Date de sortie : 1959 - Label : Sun Records | —                                         | —                                         | —                                         | —                                         |                |
| Sings Hank Williams (en)                                          | - Date de sortie : 1960 - Label : Sun Records | —                                         | —                                         | —                                         | —                                         |                |
| Ride This Train (en)                                              | - Date de sortie : 1960 - Label : Sun Records | —                                         | —                                         | —                                         | —                                         |                |
| Now, There Was a Song! (en)                                       | - Date de sortie : 1960 - Label : Sun Records | —                                         | —                                         | —                                         | —                                         |                |
| Now Here's Johnny Cash (en)                                       | - Date de sortie : 1961 - Label : Sun Records | —                                         | —                                         | —                                         | —                                         |                |
| The Original Sun Sound of Johnny Cash (en)                        | - Date de sortie : 1964 - Label : Sun Records | —                                         | —                                         | —                                         | —                                         |                |
| « — » indique que l'album n'est pas sorti ou classé dans le pays. |                                               |                                           |                                           |                                           |                                           |                |

### Période Columbia (1958-1985)
| Titre                                                             | Détails                                                                | Meilleures positions dans les classements | Meilleures positions dans les classements | Meilleures positions dans les classements | Meilleures positions dans les classements | Certifications |
| Titre                                                             | Détails                                                                | US Country                                | US                                        | CAN                                       | UK                                        | Certifications |
| ----------------------------------------------------------------- | ---------------------------------------------------------------------- | ----------------------------------------- | ----------------------------------------- | ----------------------------------------- | ----------------------------------------- | -------------- |
| The Fabulous Johnny Cash (en)                                     | - Date de sortie : 1958 - Label : Columbia Records                     | —                                         | 19                                        | —                                         | —                                         |                |
| Songs of our Soil (en)                                            | - Date de sortie : 1959 - Label : Columbia Records                     | —                                         | —                                         | —                                         | —                                         |                |
| The Sound of Johnny Cash (en)                                     | - Date de sortie : 1962 - Label : Columbia Records                     | —                                         | —                                         | —                                         | —                                         |                |
| All Aboard the Blue Train (en)                                    | - Date de sortie : 1962 - Label : Columbia Records                     | —                                         | —                                         | —                                         | —                                         |                |
| Ring of Fire: The Best of Johnny Cash (en)                        | - Date de sortie : 1963 - Label : Columbia Records                     | 1                                         | 26                                        | —                                         | —                                         | - US : Or      |
| Blood, Sweat and Tears (en)                                       | - Date de sortie : 1963 - Label : Columbia Records                     | —                                         | 80                                        | —                                         | —                                         |                |
| I Walk the Line                                                   | - Date de sortie : 1964 - Label : Columbia Records                     | 1                                         | 53                                        | —                                         | —                                         | - US : Or      |
| Bitter Tears: Ballads of the American Indian                      | - Date de sortie : 1964 - Label : Columbia Records                     | 2                                         | 47                                        | —                                         | —                                         |                |
| Orange Blossom Special (en)                                       | - Date de sortie : 1965 - Label : Columbia Records                     | 3                                         | 49                                        | —                                         | —                                         |                |
| Sings the Ballads of the True West (en)                           | - Date de sortie : 1965 - Label : Columbia Records                     | —                                         | —                                         | —                                         | —                                         |                |
| Everybody Loves a Nut (en)                                        | - Date de sortie : 1966 - Label : Columbia Records                     | 5                                         | 88                                        | —                                         | 28                                        |                |
| Happiness Is You (en)                                             | - Date de sortie : 1966 - Label : Columbia Records                     | 10                                        | —                                         | —                                         | —                                         |                |
| From Sea to Shining Sea                                           | - Date de sortie : 1968 - Label : Columbia Records                     | 9                                         | —                                         | —                                         | 40                                        |                |
| Hello, I'm Johnny Cash (en)                                       | - Date de sortie : 1970 - Label : Columbia Records                     | 1                                         | 6                                         | 3                                         | 6                                         | - US: Or       |
| The World of Johnny Cash (en)                                     | - Date de sortie : 1970 - Label : Columbia Records                     | 2                                         | 54                                        | 26                                        | —                                         | - US: Or       |
| Man in Black                                                      | - Date de sortie : 1971 - Label : Columbia Records                     | 1                                         | 56                                        | 43                                        | 18                                        |                |
| A Thing Called Love                                               | - Date de sortie : 1972 - Label : Columbia Records                     | 2                                         | 112                                       | —                                         | 8                                         |                |
| America: A 200-Year Salute in Story and Song (en)                 | - Date de sortie : 1972 - Label : Columbia Records                     | 3                                         | 176                                       | —                                         | —                                         |                |
| Any Old Wind That Blows (en)                                      | - Date de sortie : 1973 - Label : Columbia Records                     | 5                                         | 188                                       | —                                         | —                                         |                |
| Ragged Old Flag (en)                                              | - Date de sortie : 1974 - Label : Columbia Records                     | 16                                        | —                                         | —                                         | —                                         |                |
| The Junkie and the Juicehead Minus Me (en)                        | - Date de sortie : 1974 - Label : Columbia Records                     | 48                                        | —                                         | —                                         | —                                         |                |
| The Johnny Cash Children's Album (en)                             | - Date de sortie : 1975 - Label : Columbia Records                     | —                                         | —                                         | —                                         | —                                         |                |
| John R. Cash (en)                                                 | - Date de sortie : 1975 - Label : Columbia Records                     | —                                         | —                                         | —                                         | —                                         |                |
| Look at Them Beans (en)                                           | - Date de sortie : 1975 - Label : Columbia Records                     | 38                                        | —                                         | —                                         | —                                         |                |
| One Piece at a Time (en)                                          | - Date de sortie : 1976 - Label : Columbia Records                     | 2                                         | 185                                       | —                                         | 49                                        |                |
| The Last Gunfighter Ballad (en)                                   | - Date de sortie : 1977 - Label : Columbia Records                     | 29                                        | —                                         | —                                         | —                                         |                |
| The Rambler (en)                                                  | - Date de sortie : 1977 - Label : Columbia Records                     | 31                                        | —                                         | —                                         | —                                         |                |
| I Would Like to See You Again (en)                                | - Date de sortie : 1978 - Label : Columbia Records                     | 23                                        | —                                         | —                                         | —                                         |                |
| Gone Girl (en)                                                    | - Date de sortie : 1978 - Label : Columbia Records                     | —                                         | —                                         | —                                         | —                                         |                |
| Silver (en)                                                       | - Date de sortie : 1979 - Label : Columbia Records                     | 28                                        | —                                         | —                                         | —                                         |                |
| Rockabilly Blues (en)                                             | - Date de sortie : 1980 - Label : Columbia Records                     | —                                         | —                                         | 23                                        | —                                         |                |
| The Baron                                                         | - Date de sortie : 1981 - Label : Columbia Records                     | 24                                        | 201                                       | —                                         | —                                         |                |
| The Adventures of Johnny Cash (en)                                | - Date de sortie : 1982 - Label : Columbia Records                     | —                                         | —                                         | —                                         | —                                         |                |
| Johnny 99 (en)                                                    | - Date de sortie : 1983 - Label : Columbia Records                     | —                                         | —                                         | —                                         | —                                         |                |
| Rainbow (en)                                                      | - Date de sortie : 1985 - Label : Columbia Records                     | —                                         | —                                         | —                                         | —                                         |                |
| Out Among the Stars                                               | - Date de sortie : 25 mars 2014 - Label : Columbia / Legacy Recordings | 1                                         | 3                                         | 2                                         | 4                                         |                |
| « — » indique que l'album n'est pas sorti ou classé dans le pays. |                                                                        |                                           |                                           |                                           |                                           |                |

### Période Mercury (1987-1991)
| Titre                                                             | Détails                                           | Meilleures positions dans les classements | Meilleures positions dans les classements | Meilleures positions dans les classements | Meilleures positions dans les classements | Certifications |
| Titre                                                             | Détails                                           | US Country                                | US                                        | CAN                                       | UK                                        | Certifications |
| ----------------------------------------------------------------- | ------------------------------------------------- | ----------------------------------------- | ----------------------------------------- | ----------------------------------------- | ----------------------------------------- | -------------- |
| Johnny Cash Is Coming to Town (en)                                | - Date de sortie : 1987 - Label : Mercury Records | 36                                        | —                                         | —                                         | —                                         |                |
| Classic Cash: Hall of Fame Series (en)                            | - Date de sortie : 1988 - Label : Mercury Records | —                                         | —                                         | —                                         | —                                         |                |
| Boom Chicka Boom (en)                                             | - Date de sortie : 1990 - Label : Mercury Records | —                                         | —                                         | —                                         | —                                         |                |
| The Mystery of Life (en)                                          | - Date de sortie : 1991 - Label : Mercury Records | 70                                        | —                                         | —                                         | —                                         |                |
| « — » indique que l'album n'est pas sorti ou classé dans le pays. |                                                   |                                           |                                           |                                           |                                           |                |

### Période American Recordings (1993-2003)
| Titre | Détails                                                    | Meilleures positions dans les classements | Meilleures positions dans les classements | Meilleures positions dans les classements | Meilleures positions dans les classements | Certifications               |
| Titre | Détails                                                    | US Country                                | US                                        | CAN                                       | UK                                        | Certifications               |
| --- | ---------------------------------------------------------- | ----------------------------------------- | ----------------------------------------- | ----------------------------------------- | ----------------------------------------- | ---------------------------- |
| American Recordings | - Date de sortie : 1994 - Label : American Recordings (en) | 23                                        | 110                                       | 9                                         | —                                         |                              |
| American II : Unchained | - Date de sortie : 1996 - Label : American Recordings      | 26                                        | 170                                       | —                                         | —                                         |                              |
| American III: Solitary Man | - Date de sortie : 2000 - Label : American Recordings      | 11                                        | 88                                        | —                                         | —                                         |                              |
| American IV: The Man Comes Around | - Date de sortie : 2002 - Label : American Recordings      | 2                                         | 22                                        | —                                         | 40                                        | - US: Platine - CAN: Platine |
| American V: A Hundred Highways | - Date de sortie : 2006 - Label : American Recordings      | 1                                         | 1                                         | 4                                         | 9                                         | - US: Or - CAN: Or           |
| American VI: Ain't No Grave | - Date de sortie : 2010 - Label : American Recordings      | 2                                         | 3                                         | 4                                         | 9                                         |                              |
| « — » indique que l'album n'est pas sorti ou classé dans le pays. Songwriter (juin 2024) “11 songs newly found, previously unreleased, recorded in 1993 |                                                            |                                           |                                           |                                           |                                           |                              |

## Albums en public
| Titre                                                                               | Détails                                                 | Meilleures positions dans les classements | Meilleures positions dans les classements | Meilleures positions dans les classements | Certifications                   |
| Titre                                                                               | Détails                                                 | US Country                                | US                                        | CAN                                       | Certifications                   |
| ----------------------------------------------------------------------------------- | ------------------------------------------------------- | ----------------------------------------- | ----------------------------------------- | ----------------------------------------- | -------------------------------- |
| At Folsom Prison                                                                    | - Date de sortie : 1968 - Label : Columbia Records      | 1                                         | 13                                        | 27                                        | - US: 3 × Platine - CAN: Platine |
| At San Quentin                                                                      | - Date de sortie : 1969 - Label : Columbia Records      | 1                                         | 1                                         | 1                                         | - US: 3 × Platine - CAN: Platine |
| The Johnny Cash Show (en)                                                           | - Date de sortie : 1970 - Label : Columbia Records      | 1                                         | 44                                        | 36                                        | - US: Or                         |
| På Österåker (en)                                                                   | - Date de sortie : 1973 - Label : Columbia Records      | —                                         | —                                         | —                                         |                                  |
| Strawberry Cake (en)                                                                | - Date de sortie : 1975 - Label : Columbia Records      | 33                                        | —                                         | —                                         |                                  |
| Koncert v Praze (In Prague–Live) (en)                                               | - Date de sortie : 1983 - Label : Columbia Records      | —                                         | —                                         | —                                         |                                  |
| At Madison Square Garden (en)                                                       | - Date de sortie : 2002 - Label : Columbia Records      | 39                                        | 196                                       | —                                         |                                  |
| Live from Austin, TX (en)                                                           | - Date de sortie : 2005 - Label : New West Records (en) | —                                         | —                                         | —                                         |                                  |
| The Great Lost Performance - Live at the Paramount Theatre, Asbury Park, New Jersey | - Date de sortie : 2007 - Label : Island Records        | 60                                        | —                                         | —                                         |                                  |
| « — » indique que l'album n'est pas sorti ou classé dans le pays.                   |                                                         |                                           |                                           |                                           |                                  |

## Musiques de film
| Titre de l'album (film concerné)                                  | Détails                                            | Meilleures positions | Meilleures positions |
| Titre de l'album (film concerné)                                  | Détails                                            | US Country           | US                   |
| ----------------------------------------------------------------- | -------------------------------------------------- | -------------------- | -------------------- |
| I Walk the Line (en) (Le Pays de la violence)                     | - Date de sortie : 1970 - Label : Columbia Records | 9                    | 176                  |
| Little Fauss and Big Halsy (en) (L'Ultime Randonnée)              | - Date de sortie : 1971 - Label : Columbia Records | —                    | 209                  |
| « — » indique que l'album n'est pas sorti ou classé dans le pays. |                                                    |                      |                      |

## Albums de gospel
| Titre                                                             | Détails                                                       | Meilleures positions dans les classements | Meilleures positions dans les classements | Meilleures positions dans les classements |
| Titre                                                             | Détails                                                       | US Country                                | US                                        | CAN                                       |
| ----------------------------------------------------------------- | ------------------------------------------------------------- | ----------------------------------------- | ----------------------------------------- | ----------------------------------------- |
| Hymns by Johnny Cash (en)                                         | - Date de sortie : 1959 - Label : Columbia Records            | —                                         | —                                         | —                                         |
| Hymns from the Heart (en)                                         | - Date de sortie : 1962 - Label : Columbia Records            | —                                         | —                                         | —                                         |
| The Holy Land (en)                                                | - Date de sortie : 1969 - Label : Columbia Records            | 6                                         | 54                                        | —                                         |
| The Gospel Road (en)                                              | - Date de sortie : 1973 - Label : Columbia Records            | 12                                        | 205                                       | —                                         |
| Sings Precious Memories (en)                                      | - Date de sortie : 1975 - Label : Columbia Records            | —                                         | —                                         | —                                         |
| A Believer Sings the Truth (en)                                   | - Date de sortie : 1979 - Label : Cachet / Columbia Records   | 43                                        | —                                         | 10                                        |
| Sings with the BC Goodpasture Christian School (en)               | - Date de sortie : 1980 - Label : Cachet                      | —                                         | —                                         | —                                         |
| I Believe (en)                                                    | - Date de sortie : 1984 - Label : Cachet / Columbia Records   | —                                         | —                                         | —                                         |
| Believe in Him (en)                                               | - Date de sortie : 1986 - Label : Word Records (en)           | —                                         | —                                         | —                                         |
| Return to the Promised Land (en)                                  | - Date de sortie : 1992 - Label : Renaissance Recordings (en) | —                                         | —                                         | —                                         |
| My Mother's Hymn Book                                             | - Date de sortie : 2004 - Label : American Recordings         | 27                                        | 194                                       | —                                         |
| « — » indique que l'album n'est pas sorti ou classé dans le pays. |                                                               |                                           |                                           |                                           |

## Albums de Noël
| Titre                                                             | Détails                                             | Meilleures positions | Meilleures positions |
| Titre                                                             | Détails                                             | US Country           | US                   |
| ----------------------------------------------------------------- | --------------------------------------------------- | -------------------- | -------------------- |
| The Christmas Spirit (en)                                         | - Date de sortie : 1963 - Label : Columbia Records  | —                    | 7                    |
| The Johnny Cash Family Christmas (en)                             | - Date de sortie : 1972 - Label : Columbia Records  | —                    | —                    |
| Classic Christmas (en)                                            | - Date de sortie : 1980 - Label : Columbia Records  | —                    | —                    |
| Johnny Cash Country Christmas (en)                                | - Date de sortie : 1991 - Label : Delta Records     | —                    | —                    |
| Christmas with Johnny Cash                                        | - Date de sortie : 2003 - Label : Legacy Recordings | 58                   | —                    |
| Country Christmas                                                 | - Date de sortie : 2006 - Label : Laserlight        | 52                   | —                    |
| The Classic Christmas Album                                       | - Date de sortie : 2013 - Label : Legacy Recordings | 48                   | —                    |
| « — » indique que l'album n'est pas sorti ou classé dans le pays. |                                                     |                      |                      |

## Collaborations
Johnny Cash a collaboré avec de nombreuses personnes au cours de sa longue carrière, y compris des membres de sa famille, des amis, des membres de l'establishment musical country et, surtout vers la fin de sa carrière, des artistes rock et rock alternatif populaires.
Après que son ami, Carl Perkins, soit tombé en disgrâce à la suite d'un accident de voiture et de l'alcoolisme, Johnny Cash l'emmène en tant que guitariste et le soutient en interprétant des chansons dont il est l'auteur. Dans les années 1970, il tente d'aider son ami proche, le légendaire guitariste de Nashville, Hank Garland (en), à reprendre sa carrière en l'emmenant en studio. Dans les années 1980, il fait équipe avec Willie Nelson, Waylon Jennings et Kris Kristofferson pour enregistrer un album dont le succès conduit à deux suites et plusieurs tournées.
Son apparition sur le titre The Wanderer de l'album Zooropa de U2 mène Johnny Cash à une rencontre avec le producteur Rick Rubin et donne finalement lieu à la série d'albums American Recordings, qui met en vedette de nombreuses collaborations. Le groupe Coldplay avait l'intention d'enregistrer la chanson Til Kingdom Come, de leur album X&Y, avec Cash mais celui-ci meurt avant qu'ils ne le puissent. La chanson est dédiée à Cash sur l'album et sur leur Twisted Logic Tour où ils jouent également Ring of Fire.
| Titre                                                             | Détails                                                          | Meilleures positions | Meilleures positions | Certifications |
| Titre                                                             | Détails                                                          | US Country           | US                   | Certifications |
| ----------------------------------------------------------------- | ---------------------------------------------------------------- | -------------------- | -------------------- | -------------- |
| The Lure of the Grand Canyon (en)                                 | - Date de sortie : 1961 - Label : Columbia Records               | —                    | —                    | —              |
| Carryin' On with Johnny Cash and June Carter (en)                 | - Date de sortie : 1967 - Label : Columbia Records               | 5                    | 194                  | —              |
| Johnny Cash and His Woman (en)                                    | - Date de sortie : 1973 - Label : Columbia Records               | 32                   | —                    | —              |
| The Legend of Jesse James (en)                                    | - Date de sortie : 1982 - Label : A&M Records                    | —                    | —                    | —              |
| The Survivors Live (live)                                         | - Date de sortie : 1982 - Label : Columbia Records               | 21                   | 205                  | —              |
| Highwayman (en)                                                   | - Date de sortie : Mai 1985 - Label : Columbia Records           | 1                    | 92                   | US: Platine    |
| Class of '55                                                      | - Date de sortie : 1986 - Label : American Sound                 | 15                   | 87                   | —              |
| Heroes (album de Johnny Cash et Waylon Jennings) (en)             | - Date de sortie : 1986 - Label : Columbia Records               | 13                   | —                    | —              |
| Water from the Wells of Home (en)                                 | - Date de sortie : 1988 - Label : Mercury Records                | 48                   | —                    | —              |
| Highwayman 2 (en)                                                 | - Date de sortie : 9 février 1990 - Label : Columbia Records     | 4                    | 79                   | —              |
| Million Dollar Quartet                                            | - Date de sortie : 1990 - Label : Sun Records                    | —                    | —                    | —              |
| The Road Goes On Forever (en)                                     | - Date de sortie :4 avril 1995 - Label : Liberty / Capitol / EMI | 42                   | —                    | —              |
| VH1 Storytellers : Johnny Cash and Willie Nelson (en) (live)      | - Date de sortie : 1998 - Label : American Recordings            | 25                   | 56                   | —              |
| Every Song Tells a Story                                          | - Date de sortie : 2013 - Label : Sony Music Entertainment       | 54                   | —                    | —              |
| « — » indique que l'album n'est pas sorti ou classé dans le pays. |                                                                  |                      |                      |                |

## Compilations

### Années 1960
| Titre                                                             | Détails                                                | Meilleures positions | Meilleures positions | Certifications                   |
| Titre                                                             | Détails                                                | US Country           | US                   | Certifications                   |
| ----------------------------------------------------------------- | ------------------------------------------------------ | -------------------- | -------------------- | -------------------------------- |
| Mean as Hell! (en)                                                | - Date de sortie : 1965 - Label : Columbia Records     | 4                    | —                    |                                  |
| Johnny Cash's Greatest Hits, Volume I (en)                        | - Date de sortie : 1967 - Label : Columbia Records     | 1                    | 82                   | - US: 2 × Platine - CAN: Platine |
| Old Golden Throat                                                 | - Date de sortie : 1968 - Label : Columbia Records     | —                    | —                    |                                  |
| Legends and Love Songs                                            | - Date de sortie : 1968 - Label : Columbia Records     | —                    | —                    |                                  |
| Heart of Cash (en)                                                | - Date de sortie : 1968 - Label : Columbia Records     | —                    | —                    |                                  |
| Golden Sounds of Country Music                                    | - Date de sortie : 1968 - Label : Harmony Records (en) | —                    | —                    |                                  |
| Get Rhythm                                                        | - Date de sortie : 1969 - Label : Sun Records          | 30                   | —                    |                                  |
| Original Golden Hits, Volume I                                    | - Date de sortie : 1969 - Label : Sun Records          | 4                    | —                    |                                  |
| Story Songs of the Trains and Rivers                              | - Date de sortie : 1969 - Label : Sun Records          | 2                    | —                    |                                  |
| More of Old Golden Throat (en)                                    | - Date de sortie : 1969 - Label : Columbia Records     | —                    | —                    |                                  |
| This Is Johnny Cash                                               | - Date de sortie : 1969 - Label : Harmony Records      | —                    | —                    |                                  |
| « — » indique que l'album n'est pas sorti ou classé dans le pays. |                                                        |                      |                      |                                  |

### Années 1970
| Titre                                                             | Détails                                               | Meilleures positions dans les classements | Meilleures positions dans les classements | Meilleures positions dans les classements | Certifications |
| Titre                                                             | Détails                                               | US Country                                | US                                        | CAN                                       | Certifications |
| ----------------------------------------------------------------- | ----------------------------------------------------- | ----------------------------------------- | ----------------------------------------- | ----------------------------------------- | -------------- |
| Showtime                                                          | - Date de sortie : 1970 - Label : Sun Records         | 14                                        | —                                         | —                                         |                |
| The Singing Storyteller                                           | - Date de sortie : 1970 - Label : Sun Records         | 45                                        | —                                         | —                                         |                |
| Original Golden Hits, Volume II                                   | - Date de sortie : 1970 - Label : Sun Records         | 3                                         | —                                         | —                                         |                |
| Johnny Cash: The Legend                                           | - Date de sortie : 1970 - Label : Sun Records         | —                                         | —                                         | —                                         |                |
| The Rough Cut King of Country Music                               | - Date de sortie : 1970 - Label : Sun Records         | —                                         | —                                         | —                                         |                |
| Sunday Down South                                                 | - Date de sortie : 1970 - Label : Sun Records         | —                                         | —                                         | —                                         |                |
| The Walls of a Prison                                             | - Date de sortie : 1970 - Label : Harmony Records     | —                                         | —                                         | —                                         |                |
| Johnny Cash: The Man, His World, His Music                        | - Date de sortie : 1971 - Label : Sun Records         | —                                         | —                                         | —                                         |                |
| Original Golden Hits, Volume III                                  | - Date de sortie : 1971 - Label : Sun Records         | —                                         | —                                         | —                                         |                |
| A Johnny Cash Portrait: His Greatest Hits Volume II (en)          | - Date de sortie : 1971 - Label : Columbia Records    | 5                                         | 94                                        | —                                         | - US: Platine  |
| The Mighty Johnny Cash                                            | - Date de sortie : 1971 - Label : Hallmark Cards      | —                                         | —                                         | —                                         |                |
| International Superstar (en)                                      | - Date de sortie : 1972 - Label : Columbia Records    | —                                         | —                                         | —                                         |                |
| Understand Your Man                                               | - Date de sortie : 1972 - Label : Harmony Records     | —                                         | —                                         | —                                         |                |
| Big River                                                         | - Date de sortie : 1972 - Label : Pickwick 33 Records | —                                         | —                                         | —                                         |                |
| Give My Love to Rose                                              | - Date de sortie : 1972 - Label : Harmony Records     | —                                         | —                                         | —                                         |                |
| The Johnny Cash Songbook (en)                                     | - Date de sortie : 1972 - Label : Harmony Records     | 43                                        | —                                         | —                                         |                |
| Sunday Morning Coming Down                                        | - Date de sortie : 1972 - Label : Columbia Records    | 35                                        | —                                         | —                                         |                |
| Bitter Tears: Ballads of the American Indian                      | - Date de sortie : 1973 - Label : Harmony Records     | —                                         | —                                         | —                                         |                |
| This Is Johnny Cash                                               | - Date de sortie : 1973 - Label : Harmony Records     | —                                         | —                                         | —                                         |                |
| Johnny Cash the King andTammy Wynette the Queen (en)              | - Date de sortie : 1973 - Label : Columbia Records    | —                                         | —                                         | —                                         |                |
| Five Feet High and Rising (en)                                    | - Date de sortie : 1974 - Label : Columbia Records    | 33                                        | —                                         | —                                         |                |
| Destination Victoria Station (en)                                 | - Date de sortie : 1975 - Label : Columbia Records    | —                                         | —                                         | —                                         |                |
| Greatest Hits, Volume 3 (en)                                      | - Date de sortie : 1978 - Label : Columbia Records    | 49                                        | —                                         | —                                         |                |
| The Unissued Johnny Cash (en)                                     | - Date de sortie : 1978 - Label : Bear Family Records | —                                         | —                                         | —                                         |                |
| Johnny and June (en)                                              | - Date de sortie : 1978 - Label : Bear Family Records | —                                         | —                                         | —                                         |                |
| Tall Man (en)                                                     | - Date de sortie : 1979 - Label : Bear Family Records | —                                         | —                                         | —                                         |                |
| « — » indique que l'album n'est pas sorti ou classé dans le pays. |                                                       |                                           |                                           |                                           |                |

### Années 1980
| Titre                           | Détails                                               |
| ------------------------------- | ----------------------------------------------------- |
| Encore (en)                     | - Date de sortie : 1981 - Label : Columbia Records    |
| Songs of Love and Life          | - Date de sortie : 1982 - Label : CBS Records         |
| Biggest Hits (en)               | - Date de sortie : 1984 - Label : Columbia Records    |
| Up Through the Years, 1955-1957 | - Date de sortie : 1986 - Label : Bear Family Records |
| Columbia Records 1958–1986 (en) | - Date de sortie : 1987 - Label : Columbia Records    |

### Années 1990
| Titre                                                             | Détails                                               | Meilleures positions dans les classements | Meilleures positions dans les classements | Meilleures positions dans les classements | Certifications    |
| Titre                                                             | Détails                                               | US Country                                | US                                        | CAN                                       | Certifications    |
| ----------------------------------------------------------------- | ----------------------------------------------------- | ----------------------------------------- | ----------------------------------------- | ----------------------------------------- | ----------------- |
| 12 Giant Hits (en)                                                | - Date de sortie : 1990 - Label : CBS Records         | —                                         | —                                         | —                                         |                   |
| The Man in Black 1954–1958 (en)                                   | - Date de sortie : 1990 - Label : Bear Family Records | —                                         | —                                         | —                                         |                   |
| Come Along and Ride This Train (en)                               | - Date de sortie : 1991 - Label : Bear Family Records | —                                         | —                                         | —                                         |                   |
| The Man in Black 1959–1962 (en)                                   | - Date de sortie : 1991 - Label : Bear Family Records | —                                         | —                                         | —                                         |                   |
| Johnny Cash: Patriot (en)                                         | - Date de sortie : 1991 - Label : Columbia Records    | 67                                        | —                                         | —                                         |                   |
| The Best of Johnny Cash                                           | - Date de sortie : 1991 - Label : Curb Records        | —                                         | 196                                       | —                                         | - US: Or          |
| The Essential Johnny Cash (1992) (en)                             | - Date de sortie : 1992 - Label : Legacy Recordings   | —                                         | —                                         | —                                         |                   |
| Wanted Man (en)                                                   | - Date de sortie : 1994 - Label : Mercury Records     | —                                         | —                                         | 15                                        |                   |
| Super Hits                                                        | - Date de sortie : 1994 - Label : Legacy Recordings   | —                                         | 166                                       | —                                         | - US: Platine     |
| The Man in Black 1963–1969 (en)                                   | - Date de sortie : 1995 - Label : Bear Family Records | —                                         | —                                         | —                                         |                   |
| Johnny Cash: The Hits                                             | - Date de sortie : 1996 - Label : Mercury Records     | 75                                        | —                                         | —                                         |                   |
| The Best of Johnny Cash                                           | - Date de sortie : 1998 - Label : Mercury Records     | —                                         | —                                         | —                                         |                   |
| Johnny Cash: Crazy Country                                        | - Date de sortie : 1998 - Label : Legacy Recordings   | —                                         | —                                         | —                                         |                   |
| The Man in Black – His Greatest Hits (en)                         | - Date de sortie : 1999 - Label : Columbia Records    | 63                                        | —                                         | —                                         |                   |
| 16 Biggest Hits (en)                                              | - Date de sortie : 1999 - Label : Legacy Recordings   | 18                                        | 65                                        | —                                         | - US: 2 × Platine |
| « — » indique que l'album n'est pas sorti ou classé dans le pays. |                                                       |                                           |                                           |                                           |                   |

### Années 2000
| Titre                                                             | Détails                                                     | Meilleures positions dans les classements | Meilleures positions dans les classements | Meilleures positions dans les classements | Certifications                                |
| Titre                                                             | Détails                                                     | US Country                                | US                                        | CAN                                       | Certifications                                |
| ----------------------------------------------------------------- | ----------------------------------------------------------- | ----------------------------------------- | ----------------------------------------- | ----------------------------------------- | --------------------------------------------- |
| The Mercury Years                                                 | - Date de sortie : 2000 - Label : Mercury Records           | —                                         | —                                         | —                                         |                                               |
| Love, God, Murder (en)                                            | - Date de sortie : 2000 - Label : Legacy Recordings         | 67                                        | —                                         | —                                         |                                               |
| Johnny Cash and the Tennessee Two: Roads Less Traveled            | - Date de sortie : 2001 - Label : Varèse Sarabande          | —                                         | —                                         | —                                         |                                               |
| 16 Biggest Hits: Volume II                                        | - Date de sortie : 2001 - Label : Legacy Recordings         | —                                         | —                                         | —                                         |                                               |
| Johnny Cash and Friends                                           | - Date de sortie : 2002 - Label : Mercury Records           | —                                         | —                                         | —                                         |                                               |
| The Essential Johnny Cash (2002) (en)                             | - Date de sortie : 2002 - Label : Legacy Recordings         | 16                                        | 35                                        | —                                         | - US: 3 × Platine                             |
| The Legend of Johnny Cash: First Original Hits                    | - Date de sortie : 2002 - Label : K-tel (en)                | 66                                        | —                                         | —                                         |                                               |
| Johnny Cash Sings His Best: 40 Original Hits                      | - Date de sortie : 2002 - Label : TeeVee                    | 71                                        | —                                         | —                                         |                                               |
| 20th Century Masters: The Millennium Collection                   | - Date de sortie : 2002 - Label : Mercury Records           | 47                                        | —                                         | —                                         |                                               |
| The Heart of a Legend                                             | - Date de sortie : 2002 - Label : Madacy Entertainment (en) | 49                                        | —                                         | —                                         |                                               |
| A Boy Named Sue and Other Story Songs                             | - Date de sortie : 2002 - Label : Sony Music Entertainment  | —                                         | —                                         | —                                         |                                               |
| Live Recordings from the Louisiana Hayride (live)                 | - Date de sortie : 2003 - Label : Scena                     | —                                         | —                                         | —                                         |                                               |
| Unearthed (en)                                                    | - Date de sortie : 2003 - Label : American Recordings       | 33                                        | —                                         | —                                         | - US: Or                                      |
| Life (en)                                                         | - Date de sortie : 2004 - Label : Legacy Recordings         | —                                         | —                                         | —                                         |                                               |
| Johnny Cash Live Recordings                                       | - Date de sortie : 2004 - Label : Laserlight                | —                                         | —                                         | —                                         |                                               |
| The Complete Sun Recordings, 1955-1958                            | - Date de sortie : 2005 - Label : Time Life (en)            | 52                                        | —                                         | —                                         |                                               |
| Walking the Line: The Legendary Sun Recordings                    | - Date de sortie : 2005 - Label : Metro Records             | 66                                        | —                                         | —                                         |                                               |
| The Legend (en)                                                   | - Date de sortie : 2005 - Label : Legacy Recordings         | 31                                        | 173                                       | —                                         | - US: Or                                      |
| The Legend of Johnny Cash (en)                                    | - Date de sortie : 2005 - Label : Island Records            | 2                                         | 5                                         | 5                                         | - US: 2 × Platine - UK: Platine - EU: Platine |
| 16 Biggest Hits: Johnny Cash and June Carter Cash (en)            | - Date de sortie : 2006 - Label : Legacy Recordings         | 26                                        | 126                                       | —                                         |                                               |
| Golden Legends: Johnny Cash                                       | - Date de sortie : 2006 - Label : Madacy Entertainment      | 70                                        | —                                         | —                                         |                                               |
| June Carter and Johnny Cash: Duets (en)                           | - Date de sortie : 2006 - Label : Sony BMG                  | —                                         | —                                         | —                                         |                                               |
| Personal File (en) (2 CD)                                         | - Date de sortie : 2006 - Label : Legacy Recordings         | 22                                        | 108                                       | —                                         |                                               |
| Country Legends: I Walk the Line                                  | - Date de sortie : 2006 - Label : BCI                       | 44                                        | —                                         | —                                         |                                               |
| The Legend of Johnny Cash Vol. II (en)                            | - Date de sortie : 2006 - Label : Island Records            | 28                                        | 144                                       | —                                         |                                               |
| JC: Johnny Cash                                                   | - Date de sortie : 2006 - Label : Sun Records               | 26                                        | 109                                       | —                                         |                                               |
| More Songs from Johnny's Personal File                            | - Date de sortie : 2007 - Label : Columbia Records          | —                                         | —                                         | —                                         |                                               |
| Cash - Ultimate Gospel                                            | - Date de sortie : 2007 - Label : Legacy Recordings         | 34                                        | —                                         | —                                         |                                               |
| Forever Johnny Cash                                               | - Date de sortie : 2007 - Label : Sun Records               | 58                                        | —                                         | —                                         |                                               |
| The Best of the Johnny Cash TV Show: 1969-1971                    | - Date de sortie : 2008 - Label : Legacy Recordings         | 47                                        | —                                         | —                                         |                                               |
| Playlist: The Very Best of Johnny Cash                            | - Date de sortie : 2008 - Label : Sony BMG                  | 37                                        | 140                                       | —                                         |                                               |
| The Gospel Music of Johnny Cash                                   | - Date de sortie : 2008 - Label : Gaither Music Group       | 56                                        | —                                         | —                                         |                                               |
| America                                                           | - Date de sortie : 2008 - Label : Legacy Recordings         | 50                                        | —                                         | —                                         |                                               |
| The Ultimate Collection                                           | - Date de sortie : 2008 - Label : Metro Records             | —                                         | —                                         | —                                         | - UK: Argent                                  |
| « — » indique que l'album n'est pas sorti ou classé dans le pays. |                                                             |                                           |                                           |                                           |                                               |

### Années 2010
| Titre                                                             | Détails                                                    | Meilleures positions | Meilleures positions |
| Titre                                                             | Détails                                                    | US Country           | US                   |
| ----------------------------------------------------------------- | ---------------------------------------------------------- | -------------------- | -------------------- |
| Icon: Johnny Cash                                                 | - Date de sortie : 2010 - Label : Mercury Records          | 45                   | —                    |
| Bootleg Vol II: From Memphis to Hollywood                         | - Date de sortie : 2011 - Label : Columbia Records/Legacy  | 33                   | —                    |
| Bootleg Vol III: Live Around the World                            | - Date de sortie : 2011 - Label : Columbia Records/Legacy  | 42                   | —                    |
| Unseen Cash                                                       | - Date de sortie : 2012 - Label : Bear Family Records      | —                    | —                    |
| The Essential Collection                                          | - Date de sortie : 2012 - Label : Metro Records            | —                    | —                    |
| Bootleg Vol IV: The Soul of Truth                                 | - Date de sortie : 2012 - Label : Columbia Records/Legacy  | —                    | —                    |
| Opus Collection                                                   | - Date de sortie : 2012 - Label : Starbucks                | 6                    | 28                   |
| The Greatest: The Number Ones                                     | - Date de sortie : 2012 - Label : Columbia Records/Legacy  | 28                   | 125                  |
| The Greatest: Duets                                               | - Date de sortie : 2012 - Label : Columbia Records/Legacy  | 71                   | —                    |
| The Complete Columbia Album Collection (en)                       | - Date de sortie : 2012 - Label : Columbia Records/Legacy  | —                    | —                    |
| Country: Johnny Cash                                              | - Date de sortie : 2012 - Label : Columbia Records/Legacy  | 61                   | —                    |
| LIFE Unheard                                                      | - Date de sortie : 2013 - Label : Sony Music Entertainment | 32                   | 200                  |
| The Complete Mercury Studios Albums                               | - Date de sortie : 2020 - Label : Sony Music Entertainment |                      |                      |
| « — » indique que l'album n'est pas sorti ou classé dans le pays. |                                                            |                      |                      |

## Albums hommage
| Titre                                                             | Détails                                                   | Meilleures positions | Meilleures positions |
| Titre                                                             | Détails                                                   | US Country           | US                   |
| ----------------------------------------------------------------- | --------------------------------------------------------- | -------------------- | -------------------- |
| Til Things Are Brighter: A Tribute to Johnny Cash                 | - Date de sortie : 1988 - Label : Rhino Entertainment     | —                    | —                    |
| Cash On Delivery: An Alternative Country Tribute to Johnny Cash   | - Date de sortie : 1999 - Label : CMH Records             | —                    | —                    |
| Americana: A Tribute to Johnny Cash                               | - Date de sortie : 2000 - Label : Irregular Records       | —                    | —                    |
| Cash Only: A Tribute to Johnny Cash                               | - Date de sortie : 2002 - Label : Bluelight Records       | —                    | —                    |
| Dressed in Black: A Tribute to Johnny Cash (en)                   | - Date de sortie : 2002 - Label : Dualtone Records        | 53                   | —                    |
| Kindred Spirits: A Tribute to the Songs of Johnny Cash (en)       | - Date de sortie : 2002 - Label : Columbia Records        | 17                   | 140                  |
| Johnny's Blues: A Tribute to Johnny Cash (en)                     | - Date de sortie : 2003 - Label : NorthernBlues Music     | —                    | —                    |
| To Hell With Johnny Cash                                          | - Date de sortie : 2005 - Label : Deckdisc                | —                    | —                    |
| Johnny Cash: Roots and Branches                                   | - Date de sortie : 2006 - Label : Hip-O Records           | —                    | —                    |
| All Aboard: A Tribute to Johnny Cash (en)                         | - Date de sortie : 2008 - Label : Anchorless Records      | —                    | —                    |
| Johnny Cash Remixed (en)                                          | - Date de sortie : 2009 - Label : Compadre Records        | 65                   | —                    |
| We Walk the Line: A Celebration of the Music of Johnny Cash (en)  | - Date de sortie : 2012 - Label : Columbia Records/Legacy | 38                   | 200                  |
| « — » indique que l'album n'est pas sorti ou classé dans le pays. |                                                           |                      |                      |